# Campeonato Carioca de Futebol de 1909
O Campeonato Carioca de Futebol de 1909 foi o quarto campeonato de futebol do Rio de Janeiro. A competição foi organizada pela Liga Metropolitana de Sports Athleticos (LMSA). O Fluminense somou mais pontos nos dois turnos e sagrou-se campeão invicto ao vencer o Riachuelo por 8 a 2 na casa do adversário. O Fluminense conquistou o tetracampeonato (1906, 1907, 1908 e 1909) e o bicampeonato invicto (1908 e 1909).
Nesta temporada, em 30 de maio, ocorreu a maior goleada do campeonato carioca e do futebol brasileiro: Botafogo 24 a 0 no Sport Club Mangueira.

## Primeira divisão
Em 1909, o Fluminense tornou a conquistar o campeonato carioca sem derrota, portanto um tetracampeonato invicto. Nesta temporada, o Fluminense voltou a aparecer com a camisa tricolor, usada no primeiro certame. O time, apesar de modificado, em relação aos certames anteriores, fez alarde de grande sentido de conjunto, fator preponderante outra vez. Para que chegasse ao bi, invicto. O Bangu retirou-se da Liga, não participando dos jogos do returno. E o Mangueira desistiu de disputar a fase final. O quadro campeão de 1909 tinha a seguinte escalação-base: Waterman; Victor Etchegaray e F. Frias; N. Macedo, Mutzembecker e Buchan; Wayman, Joaquim Costa Santos, Hargreaves, Emilio Etchegaray e A. Motta. O time colheu os seguintes resultados, no primeiro turno: Bangu, 9 a 0; America, 4 a 1; Haddock Lobo, 10 a 0; Riachuelo, 4 a 0; Mangueira, 6 a 0 e Botafogo, 2 a 2. No returno: Botafogo, 2 a 1; Haddock Lobo, 8 a 1; Riachuelo, 8 a 2; Mangueira, W.O; e America 1 a 1. O presidente do Fluminense era Antonio Vaz de Carvalho, que sucedera a Francis Walter.

### Fórmula de disputa
O campeonato foi disputado por seis clubes em turno e returno, jogando todos contra todos. O clube que somou mais pontos foi o campeão. A vitória valia dois pontos e o empate um. O primeiro critério de desempate foi o menor número de derrotas.

### Clubes participantes
- America Football Club, do bairro da Tijuca, Rio de Janeiro
- The Bangu Athetic Club, do bairro de Bangu, Rio de Janeiro
- Botafogo Football Club, do bairro de Botafogo, Rio de Janeiro
- Fluminense Football Club, do bairro das Laranjeiras, Rio de Janeiro
- Haddock Lobo Football Club, do bairro da Tijuca, Rio de Janeiro
- Riachuelo Football Club, do bairro do Riachuelo, Rio de Janeiro
- Sport Club Mangueira, do bairro da Tijuca, Rio de Janeiro

O Bangu abandonou a competição após ter disputado três partidas

### Classificação final
| Classificação | Classificação | Classificação | Classificação | Classificação | Classificação | Classificação | Classificação | Classificação | Classificação |
| Pos           | Time          | PG            | J             | V             | E             | D             | GP            | GS            | SG            |
| ------------- | ------------- | ------------- | ------------- | ------------- | ------------- | ------------- | ------------- | ------------- | ------------- |
| 1             | Fluminense    | 18            | 10            | 8             | 2             | 0             | 45            | 8             | +37           |
| 2             | Botafogo      | 16            | 10            | 7             | 2             | 1             | 53            | 6             | +47           |
| 3             | America       | 14            | 10            | 6             | 2             | 2             | 28            | 11            | +17           |
| 4             | Riachuelo     | 7             | 10            | 3             | 1             | 6             | 12            | 32            | -20           |
| 5             | Haddock Lobo  | 4             | 10            | 1             | 2             | 7             | 13            | 53            | -40           |
| 6             | Mangueira     | 1             | 10            | 0             | 1             | 9             | 4             | 45            | -41           |

### Partidas
Essas foram as partidas realizadas:
| 2 de maio | Mangueira                 | 2 – 3 | Haddock Lobo                | Campo público de São Cristóvão, Rio de Janeiro |
|           | Mongey ?' · Loth Silva ?' |       | Trompowsky ?', ?' · Aché ?' |                                                |

### Premiação
| Campeonato Carioca de 1909          |
| Rio de Janeiro                      |
| ----------------------------------- |
| FLUMINENSE Tetracampeão (4º título) |